# 摩洛哥參議院
摩洛哥參議院（英語：House of Councillors，阿拉伯语： [maʒlis al-mustaʃaːriːn]，羅馬化：Asqqim n Insfawn）是摩洛哥議會的上議院，六年一任，由120位議員所組成，當中72位為地區性議席；20位為專業界別的代表；8位代表資方；20位代表勞方。

## 外部連結
- 官方网站

34°01′03″N 6°50′12″W / 34.01750°N 6.83667°W